# Arc-en-ciel
Pour les articles homonymes, voir Arc-en-ciel (homonymie).

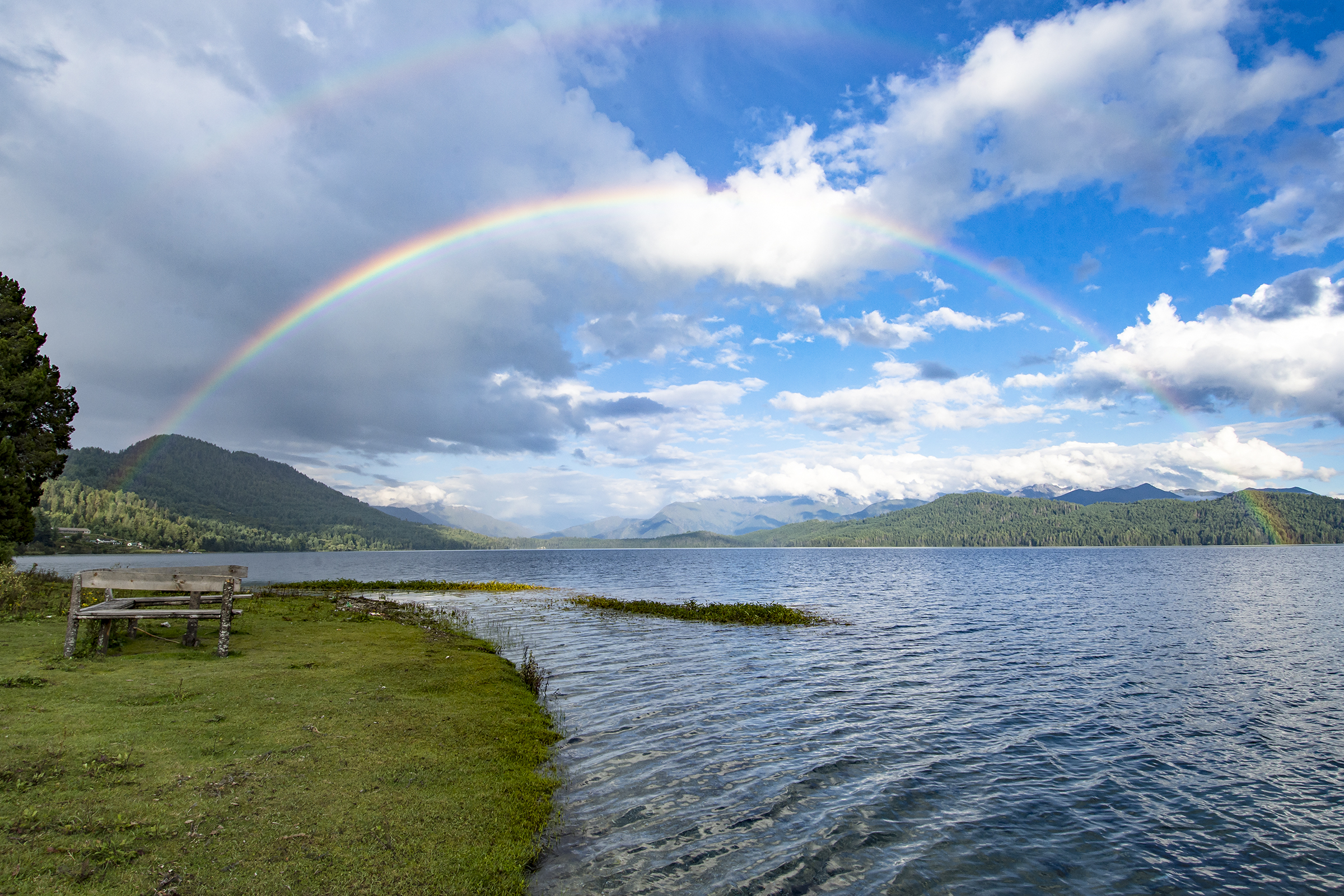
Arc-en-ciel au-dessus du lac Rara au Népal.

Un arc-en-ciel est un photométéore — un phénomène optique se produisant dans le ciel — visible dans la direction opposée au Soleil quand il brille pendant la pluie. C'est un arc de cercle coloré d'un dégradé de couleurs.
Un arc-en-ciel se compose de deux arcs principaux : l'arc primaire et l'arc secondaire. L'arc primaire est dû aux rayons ayant effectué une réflexion interne dans la goutte d'eau. Les couleurs se succèdent du rouge à l'extérieur au violet à l'intérieur. Les rayons ayant effectué deux réflexions internes dans la goutte d'eau provoquent un arc secondaire moins intense à l'extérieur du premier. L'ordre des couleurs de cet arc est inversé. Les deux arcs sont séparés par la bande sombre d'Alexandre.
Des arcs tertiaire et quaternaire, extrêmement ténus, ont été photographiés, pour la première fois, en 2011. Il est parfois possible d'observer des arcs surnuméraires, décrits pour la première fois en 1723 par Henry Pemberton (1694-1771).
L'arc-en-ciel de rosée est un phénomène semblable à l'arc-en-ciel, mais engendré sur la terre par la pluie ou la rosée.

## Description

### Conditions d'observation

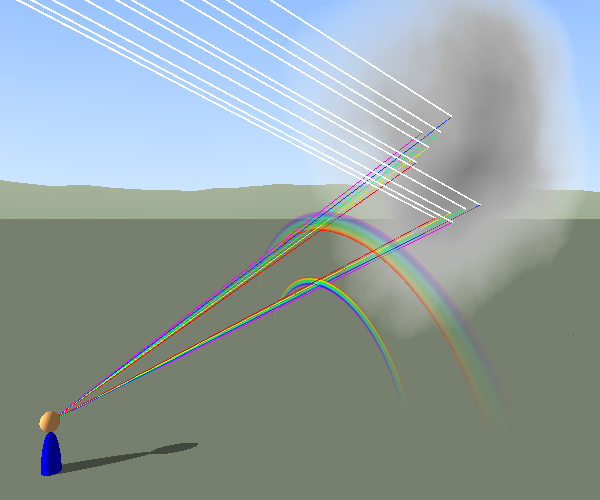
Schéma de principe de formation de l'arc-en-ciel.

On peut observer un arc-en-ciel quand des gouttes d'eau tombent ou sont en suspension dans l'air et qu'une source lumineuse puissante (en général le soleil) brille derrière l'observateur. Les arcs-en-ciel les plus spectaculaires ont lieu lorsque la moitié du ciel opposée au soleil est obscurcie par les nuages mais que l'observateur est à un endroit où le ciel est clair, car les couleurs ressortent davantage par contraste avec les nuages du ciel sombre. On voit aussi souvent cet effet à proximité de chutes d'eau, dans la brume avec une source de lumière derrière soi. Ce phénomène optique fait apparaître, dans une transition continue, toutes les teintes monochromatiques, mélangées à la lumière provenant de son arrière-plan.
Un arc-en-ciel n'a pas d'existence matérielle. C'est un effet optique dont la position apparente dépend de celles de l'observateur et du soleil. Le centre de l'arc-en-ciel se trouve dans la direction exactement opposée à celle du soleil par rapport à l'observateur. En conséquence, ledit centre se trouve dans l'ombre de la tête de la personne qui observe un arc-en-ciel lorsque cette ombre lui est visible.
Toutes les gouttes de pluie renvoient la lumière du soleil de la même manière, mais l'observateur ne voit que les rayons qui sortent d'une petite partie de ces gouttes de pluie : il voit les rayons qui se dirigent vers lui (les autres rayons ne lui sont pas visibles mais peuvent être visibles par d'autres observateurs). Chaque observateur interprète alors la lumière qui lui arrive de certaines gouttes de pluie comme l'image d'un arc de cercle dans le ciel.

### Principe optique

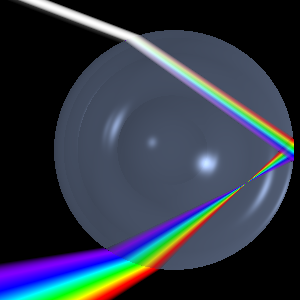
Réfraction et réflexion de la lumière dans une goutte d'eau.

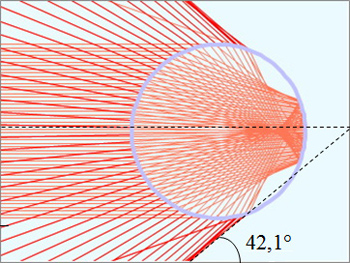
Représentation de la réfraction de multiples rayons lumineux. On voit qu'il existe une concentration de rayons sur un cône d'environ 42° d'angle.

La dispersion, qui accompagne la réfraction des radiations lumineuses des différentes couleurs du spectre visible composant la lumière blanche du soleil par les gouttelettes d'eau en suspension dans l'atmosphère, associée à une ou plusieurs réflexions à l'intérieur de ces gouttelettes, produit les arcs-en-ciel.
Bien que les gouttes de pluie ne soient, en réalité, jamais exactement sphériques, la distribution des trajets possibles de rayons lumineux réfractés et réfléchis par des sphères transparentes fournit un bon modèle de l'arc-en-ciel. Le rayon est d'abord réfracté en pénétrant la surface de la goutte, subit ensuite une ou plusieurs réflexions partielles à l'intérieur de cette goutte et est réfracté à nouveau en sortant. Les différentes positions possibles du point d'entrée dans la goutte conduisent à un éventail de valeurs possibles de l'angle de sortie du rayon, qu'on repère traditionnellement par rapport à la direction d'exacte rétro-réflexion (à 180° de la direction d'incidence initiale). Dans le cas d'une seule réflexion interne, qui conduit à l'arc primaire, l'angle de sortie est compris entre 0° (exacte rétro-réflexion) et un angle de l'ordre de 40° à 42° selon la couleur, maximum atteint pour une position particulière du point d'entrée du rayon dans la goutte. Cet angle maximal est indépendant de la taille de la goutte. L'accumulation de rayons lumineux au voisinage de cet extremum conduit au maximum d'intensité caractéristique de l'arc-en-ciel. C'est d'ailleurs l'existence d'un tel extremum (maximum ou minimum) de déviation qui est appelé, de façon plus générale en théorie de la diffusion, arc-en-ciel, le caractère multicolore de l'arc-en-ciel lumineux observé dans l'atmosphère n'étant, par rapport à ce cadre, qu'un effet accessoire produit par la décomposition de la lumière blanche à la réfraction.
L'optique géométrique permet de donner une expression théorique de l'angle caractéristique A de l'arc-en-ciel en fonction de l'indice de réfraction n de l'eau dont sont faites les gouttes. Cet extremum est atteint pour une valeur {\displaystyle i_{\rm {m}}} de l'angle d'incidence du rayon sur la goutte (angle entre le rayon et la normale à la surface de la goutte) tel que {\displaystyle \sin i_{\rm {m}}={\sqrt {(4-n^{2})/3}}}. Alors l'angle de réfraction {\displaystyle r_{\rm {m}}} (angle entre le rayon à l'intérieur de la goutte et la normale à la surface aux trois points où il la rencontre) est, d'après les lois de Snell-Descartes, tel que {\displaystyle \sin r_{\rm {m}}={\frac {1}{n}}{\sqrt {(4-n^{2})/3}}}. L'angle caractéristique de l'arc-en-ciel est simplement donné par {\displaystyle A=4r_{\rm {m}}-2i_{\rm {m}}}. Numériquement, d'une extrémité à l'autre du spectre visible où l'indice n de l'eau varie de 1,343 environ pour le bleu à 1,33 pour le rouge, la demi-ouverture angulaire A de l'arc-en-ciel varie de 40,6° à 42,5°.
En pratique, dans l'arc-en-ciel lumineux et tous diamètres de gouttes pris en compte, la lumière renvoyée vers l'arrière après avoir subi une réflexion interne dans les gouttes apparaît donc concentrée à un angle de l'ordre de 40° à 42° (selon la couleur) par rapport à la rétro-réflexion exacte. Ainsi l'observateur qui tourne le dos au soleil observe-t-il un cercle de lumière dont le rayon angulaire est de 40 à 42° par rapport à sa ligne de visée. La position de l'arc dans le ciel étant définie angulairement, on ne peut pas espérer s'approcher d'un arc-en-ciel (comme pour passer dessous) ni l'observer de profil. L'arc apparaît projeté sur le paysage selon un axe toujours défini par la direction opposée à celle du soleil (ou de la source lumineuse utilisée pour produire un arc-en-ciel artificiel) et deux observateurs placés différemment le verront décalé en conséquence.
La valeur de la déviation produite par la réfraction dépend de la longueur d'onde des composantes de la lumière, c'est-à-dire de leur couleur, qui détermine la valeur de l'indice de réfraction à prendre en compte. Dans le cas du dioptre air-eau et parce que l'indice optique de l'eau, suivant en cela une loi de dispersion normale, est plus grand pour le bleu que pour le rouge, la déviation de la lumière bleue est plus importante que celle de la lumière rouge (ce qu'un prisme optique peut mettre simplement en évidence). Dans le cas de l'arc primaire, la lumière bleue subit donc, au total, une déviation qui s'approche plus de la rétro-réflexion exacte que la lumière rouge, d'où un écart angulaire par rapport à la rétro-réflexion parfaite inférieur à l'écart angulaire du rouge : l'arc bleu apparaît intérieur à l'arc rouge. En revanche, dans le cas de l'arc secondaire (produit par deux réflexions internes), la déviation totale des rayons dépasse 180°, ce sont donc les rayons les moins déviés qui apparaissent les plus proches de l'axe de rétro-réflexion parfaite et c'est pourquoi l'arc secondaire rouge est intérieur à l'arc secondaire bleu.

### Position et taille

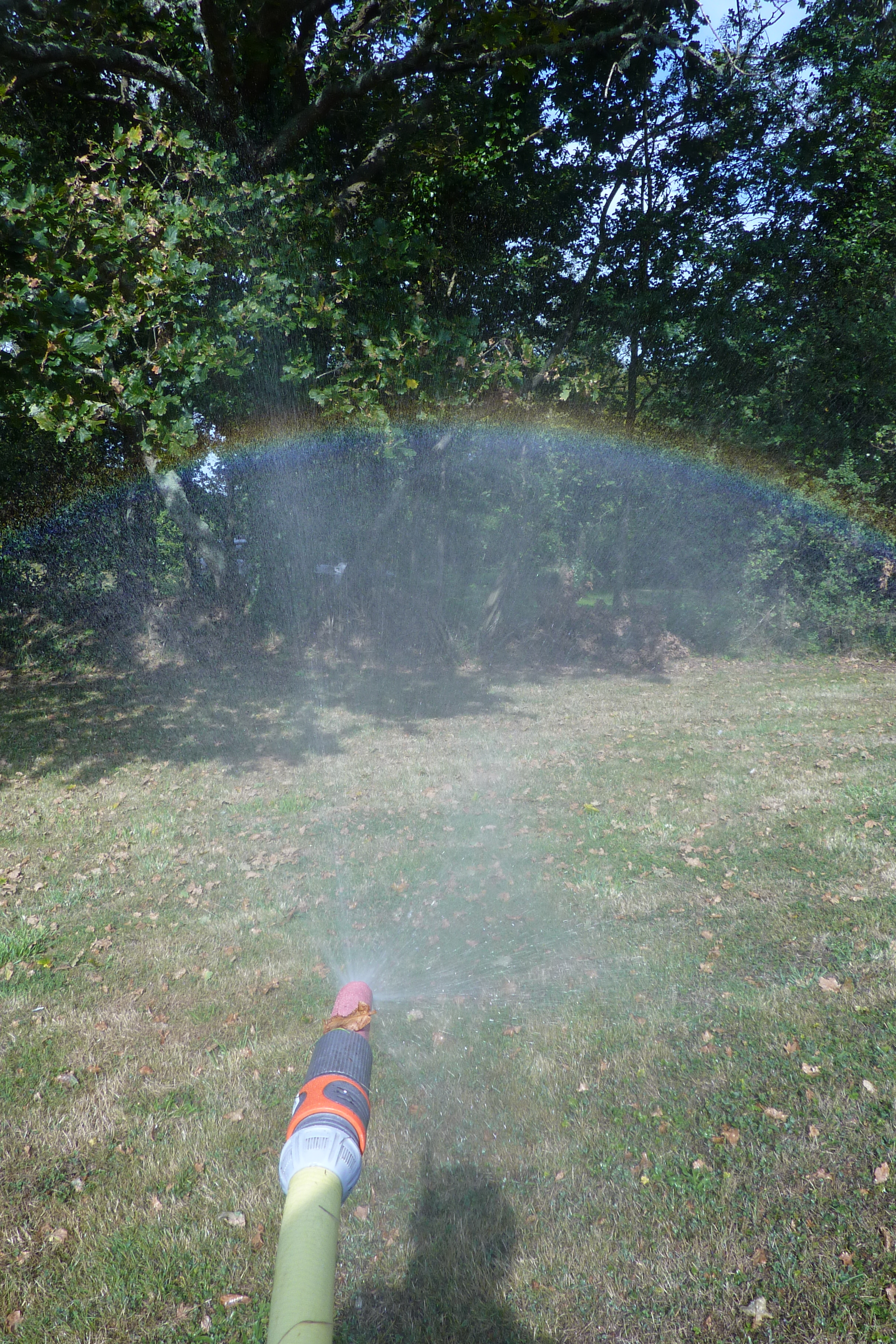
Le centre de cet arc-en-ciel d'arrosage se trouve dans l'ombre de la tête de l'observateur.

Un arc-en-ciel se situe toujours à l'opposé du soleil : le soleil, l'observateur et le centre du cercle dont fait partie l'arc-en-ciel sont sur la même ligne.
Un arc-en-ciel appartient toujours à un cercle de même diamètre apparent : un cercle dont le rayon apparaît sous un angle approximatif de 40-42° autour de cette ligne soleil-observateur-centre de l'arc. L'horizon limite une grande partie de l'arc, dans des proportions qui dépendent de la hauteur du soleil au-dessus de l'horizon : plus celui-ci est bas, plus l'arc est complet. Du haut d'une montagne, on peut voir un arc-en-ciel plus complet qu'en plaine, parce qu'un point élevé se prête à l'observation d'une plus grande partie de ciel éclairé par le soleil. Depuis un aéronef, pourvu que l'air soit chargé en gouttelettes d'eau à des hauteurs intermédiaires entre l'aéronef et le sol, on peut même voir le cercle entier de l'arc-en-ciel, l'ombre de l'aéronef occupant alors le centre de l'arc.
Les contes évoquant la recherche d'un trésor au pied de l'arc-en-ciel ne peuvent se baser sur aucune expérience réelle. L'arc-en-ciel étant un phénomène optique dont la position suit celle de l'observateur, il est à jamais impossible d'atteindre aucun de ses pieds.

### Couleurs
L'arc-en-ciel contient une transition continue de couleurs, correspondant à des lumières monochromatiques mélangées à une quantité uniforme de blanc. L'être humain peut distinguer au plus 150 rayonnements monochromatiques. Les couleurs dites pourpres, correspondant à un mélange de rouges et de bleus, ne sont pas dans l'arc-en-ciel, ni les champs chromatiques correspondant à des luminosités moyennes ou faibles, comme les beiges, marrons, et autres.
Dans le domaine de la communication graphique, on présente souvent l'arc-en-ciel comme une juxtaposition de bandes de couleur en arc de cercle. Le motif reste identifiable même avec peu de couleurs ou si elles sont inversées, pourvu que leur ordre soit celui du phénomène naturel. Le nombre des couleurs varie de 3 à 9 selon les cultures. Aristote distinguait trois couleurs, Plutarque en mentionne quatre. Aujourd'hui en Occident, les représentations ont souvent cinq ou six couleurs.
L'ordre des couleurs de l'arc-en-ciel sert invariablement pour la conception d'un cercle chromatique ; on complète le cycle avec les couleurs composées entre le rouge et le bleu. Mais les cercles chromatiques concernent l'activité des peintres et graphistes, qui travaillent avec des pigments, dont les règles de composition (synthèse soustractive) sont très différentes de celles des lumières (synthèse additive). Il sert aussi dans des applications techniques, comme le code de couleurs des composants en électronique.

### Formations alternatives

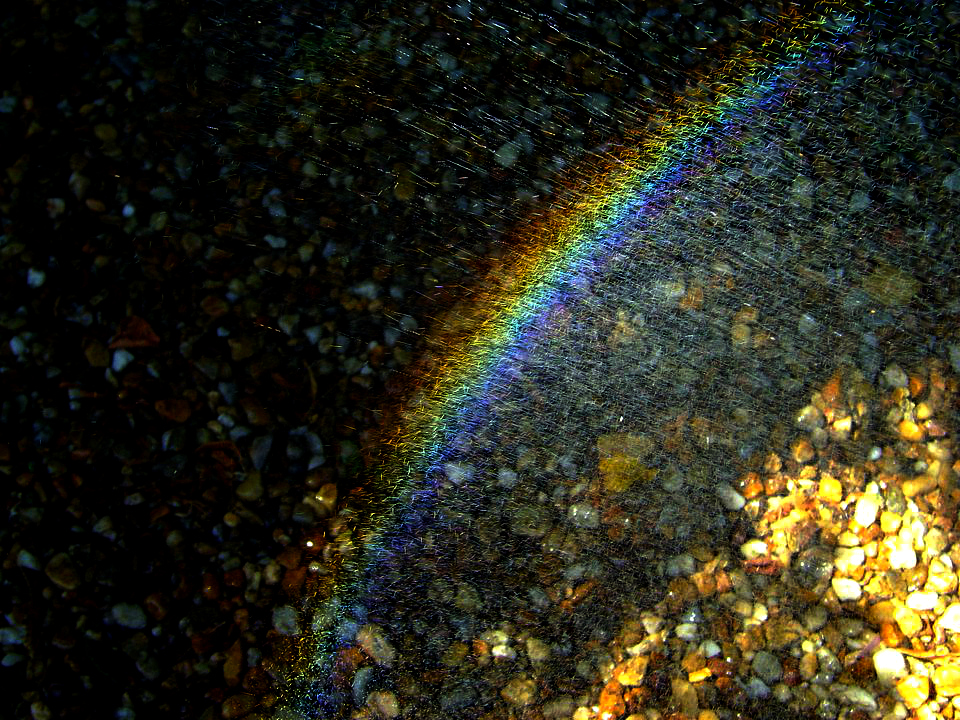
Arc-en-ciel formé à l'aide d'un arrosoir.

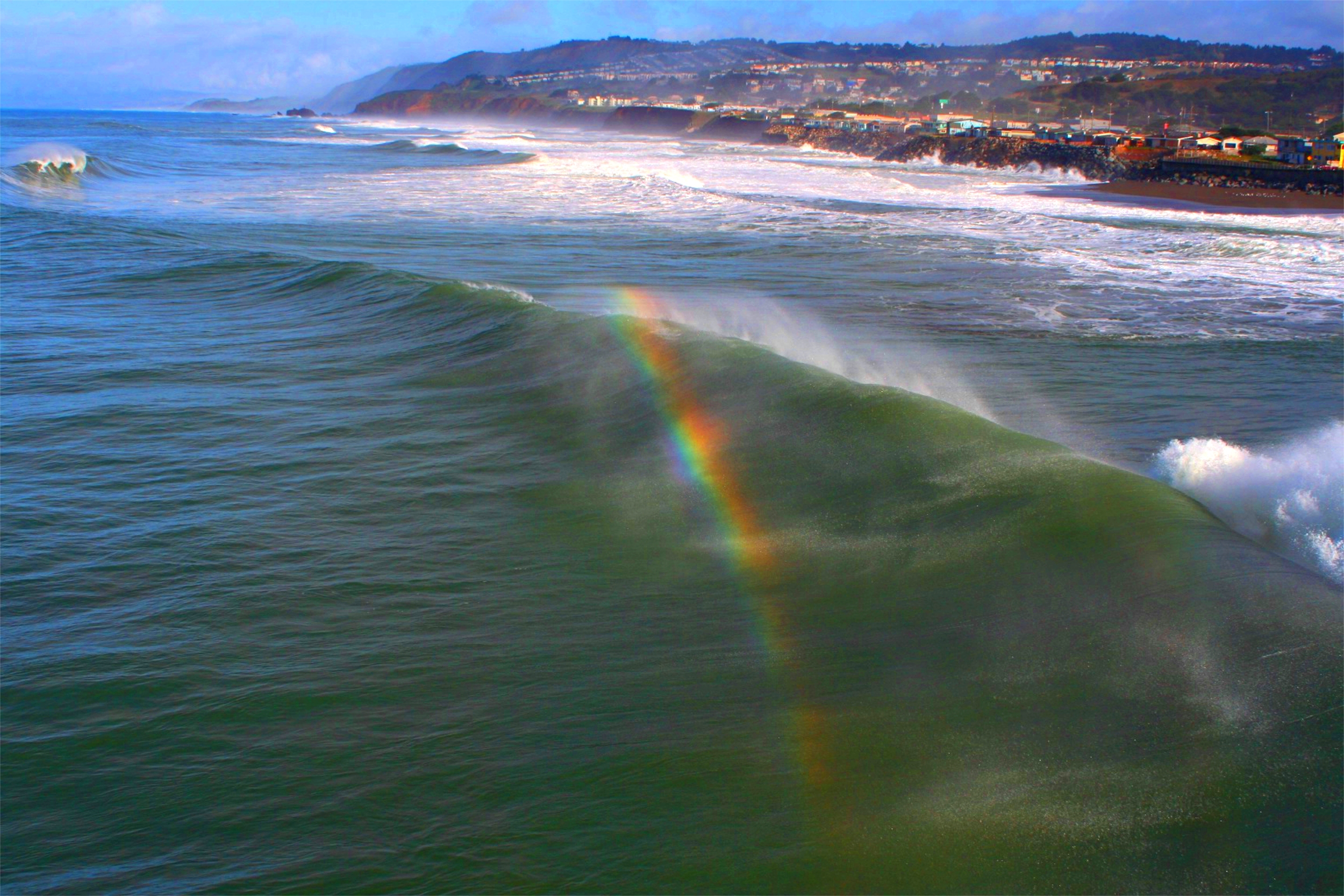
Équivalent d'un arc-en-ciel, formé dans l'eau brumisée.

Dans de rares cas, un arc-en-ciel peut être vu de nuit par temps clair et pleine Lune. Dans ce cas, c'est la Lune qui sert de source lumineuse (le phénomène porte alors le nom d'arc-en-ciel lunaire). En pratique, la lumière de l'arc ainsi produite est faible et peut ne pas exciter suffisamment les cellules de la rétine responsables de la perception de la couleur (les cônes). L'arc apparaît ainsi d'une lueur grisâtre sans couleur apparente. Les couleurs peuvent cependant apparaître sur une photo.
Le phénomène est également visible sur des dépôts comme la rosée avec l'arc-en-ciel de rosée et le brouillard avec l'arc blanc. Il peut être aussi créé artificiellement par un jour ensoleillé en se tournant dos au soleil puis dispersant des gouttelettes d'eau dans l'air devant soi (lors d'un arrosage par exemple) l'arc est alors d'autant plus visible que le fond est sombre.
Certains halos atmosphériques, comme l'arc circumhorizontal (surnommé « arc-en-ciel de feu ») ou certains éléments de parhélie, sont colorés, mais il ne s'agit pas d'arcs-en-ciel.

## Arcs secondaires, arcs d'ordres supérieurs et arcs surnuméraires
Parfois, un arc-en-ciel secondaire, moins lumineux que l'arc primaire, peut être aperçu au-dessus de celui-ci. Il est provoqué par une double réflexion de la lumière du soleil à l'intérieur des gouttes de pluie et apparaît sous un angle de 50-53° dans la direction opposée au soleil. Comme la réflexion supplémentaire provoque, au total, une déviation de la lumière supérieure à 180°, ce sont les couleurs les moins déviées qui apparaissent le plus près de l'axe, avec, contrairement à l'arc primaire, le bleu à l'extérieur et le rouge à l'intérieur. La moindre luminosité de l'arc secondaire le rend plus difficile à observer.

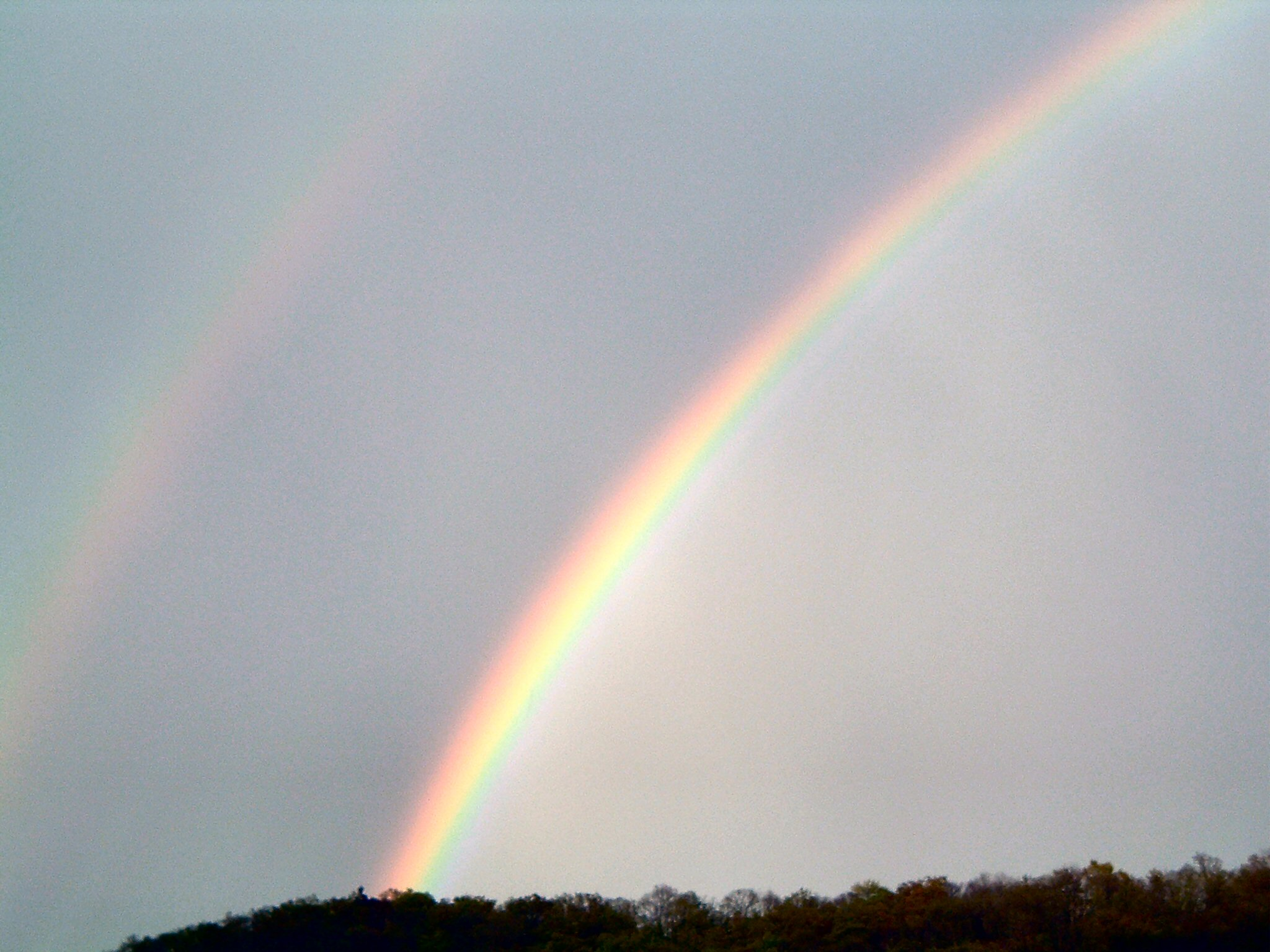
Arc-en-ciel secondaire.
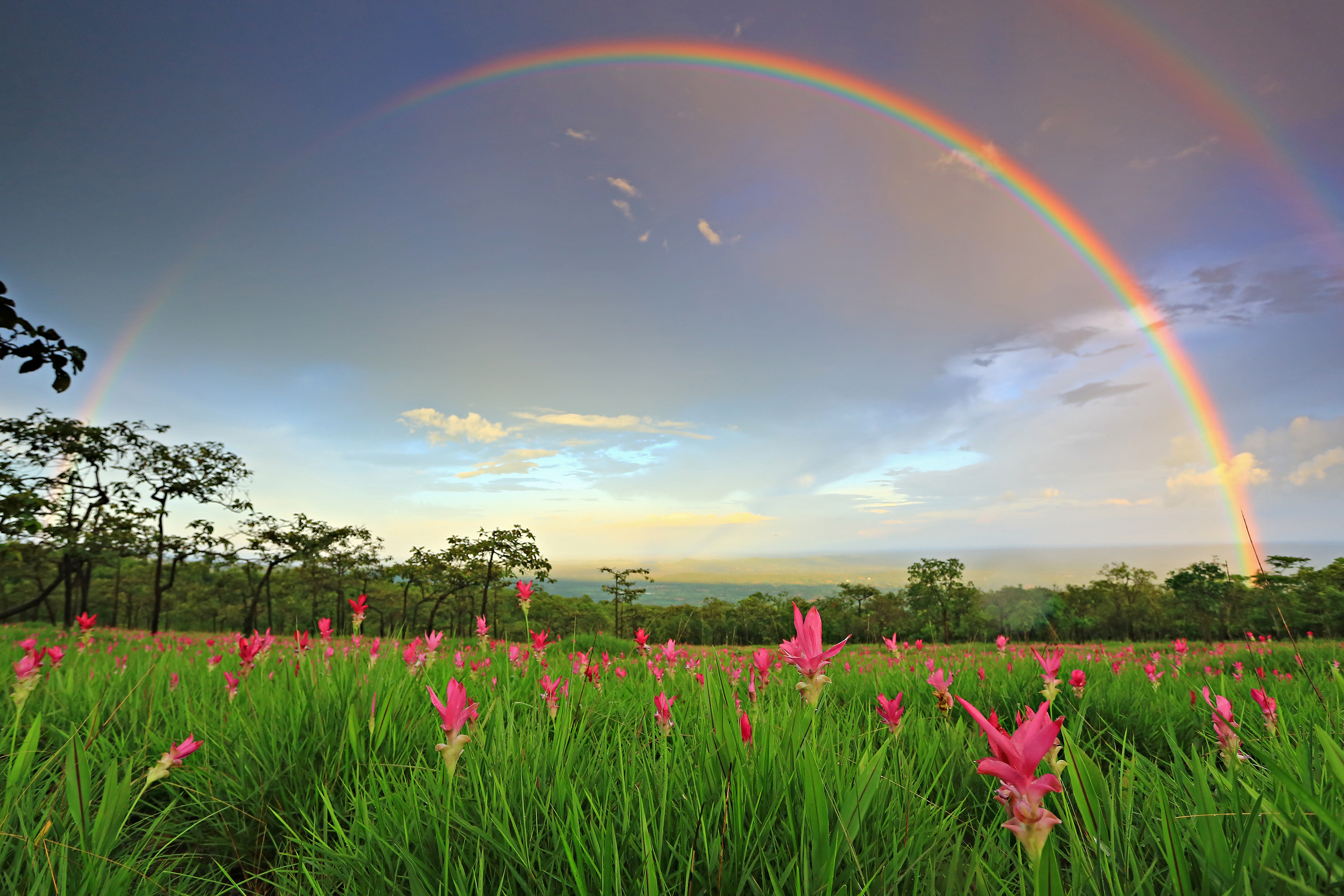
Double arc-en-ciel dans le parc national de Sai Thong (province de Chaiyaphum, Thaïlande).
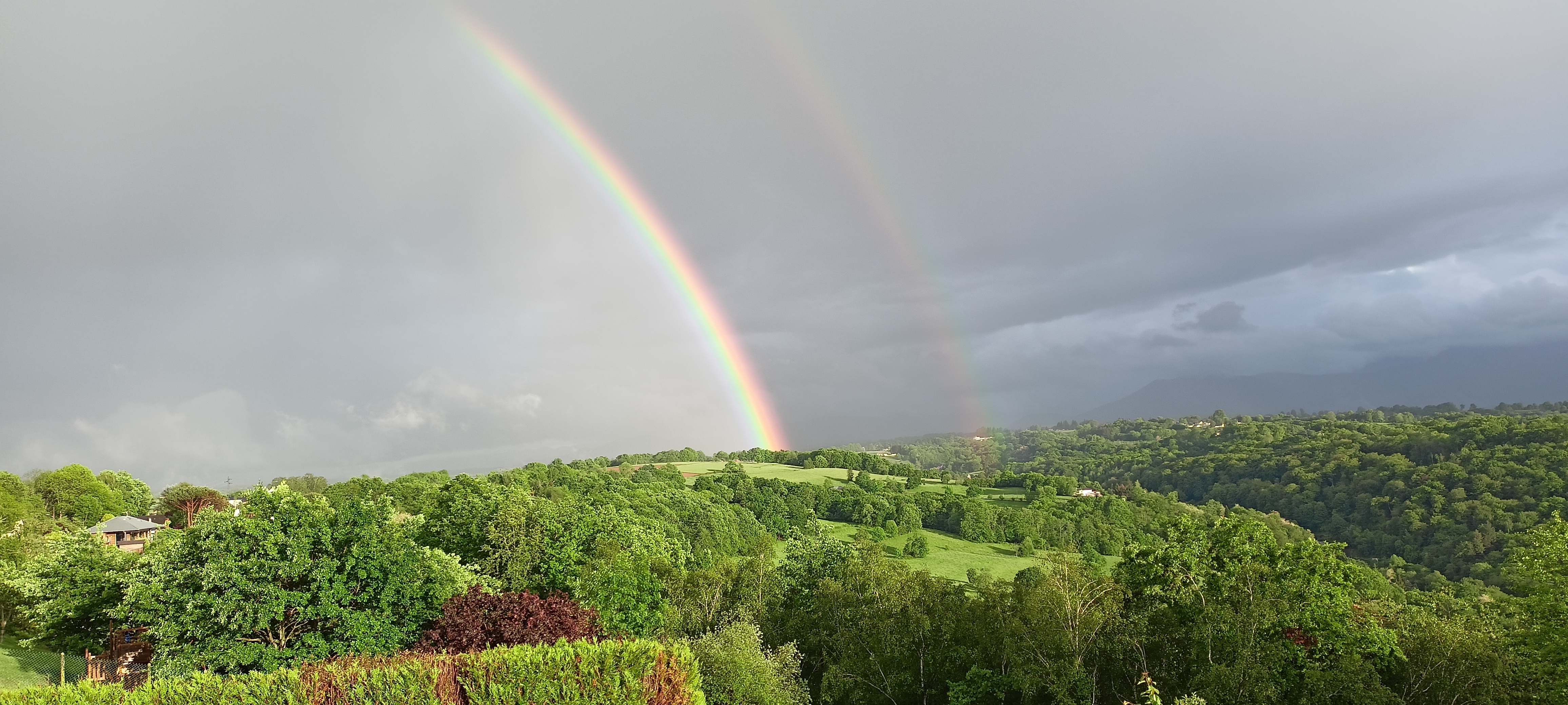
Arc-en-ciel secondaire dans les Pyrénées.

Dans la direction du soleil, deux arcs inversés l'un par rapport à l'autre, parfois qualifiés « d'arc tertiaire et arc quaternaire », peuvent également être observés, à environ 45 degrés de l'astre, mais ceci est particulièrement difficile. Les rares observations de ces deux arcs font mention de morceaux d'arcs visibles par intermittence. En 2011 est réalisée la première photographie de « l'arc tertiaire » puis la même année la première photographie de « l'arc quaternaire ». Ces deux arcs correspondent aux rayons lumineux ayant subi trois et quatre réflexions dans les gouttes d'eau. En pratique, les configurations favorables à leur observation sont nettement moins nombreuses que celles favorables à l'observation de l'arc secondaire, en particulier en raison de leur proximité du soleil.
Dans la direction opposée au soleil, un autre arc-en-ciel, parfois désigné comme « arc de cinquième ordre » peut être présent au voisinage de l'arc secondaire, inversé par rapport à celui-ci, donc semblable à l'arc primaire. Il est cependant nettement moins lumineux et observable uniquement dans des conditions exceptionnelles. En pratique, il n'est pas très facile à distinguer des arcs surnuméraires associés à l'arc secondaire (voir ci-dessous). Il correspond aux rayons lumineux ayant subi cinq réflexions dans les gouttes d'eau.

### Arcs surnuméraires

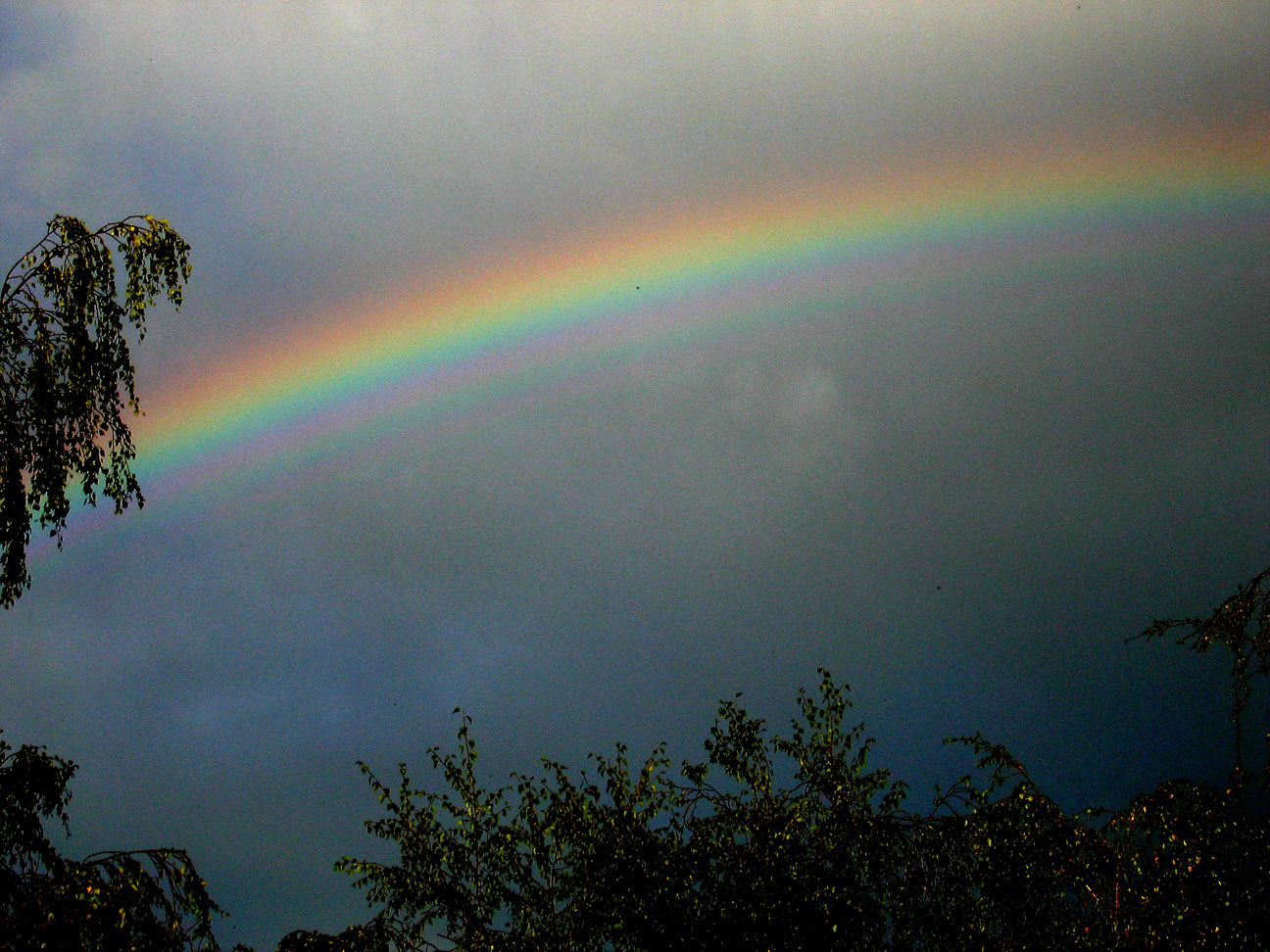
Arcs surnuméraires (couleurs vertes et violettes adjacentes à la couleur violette).

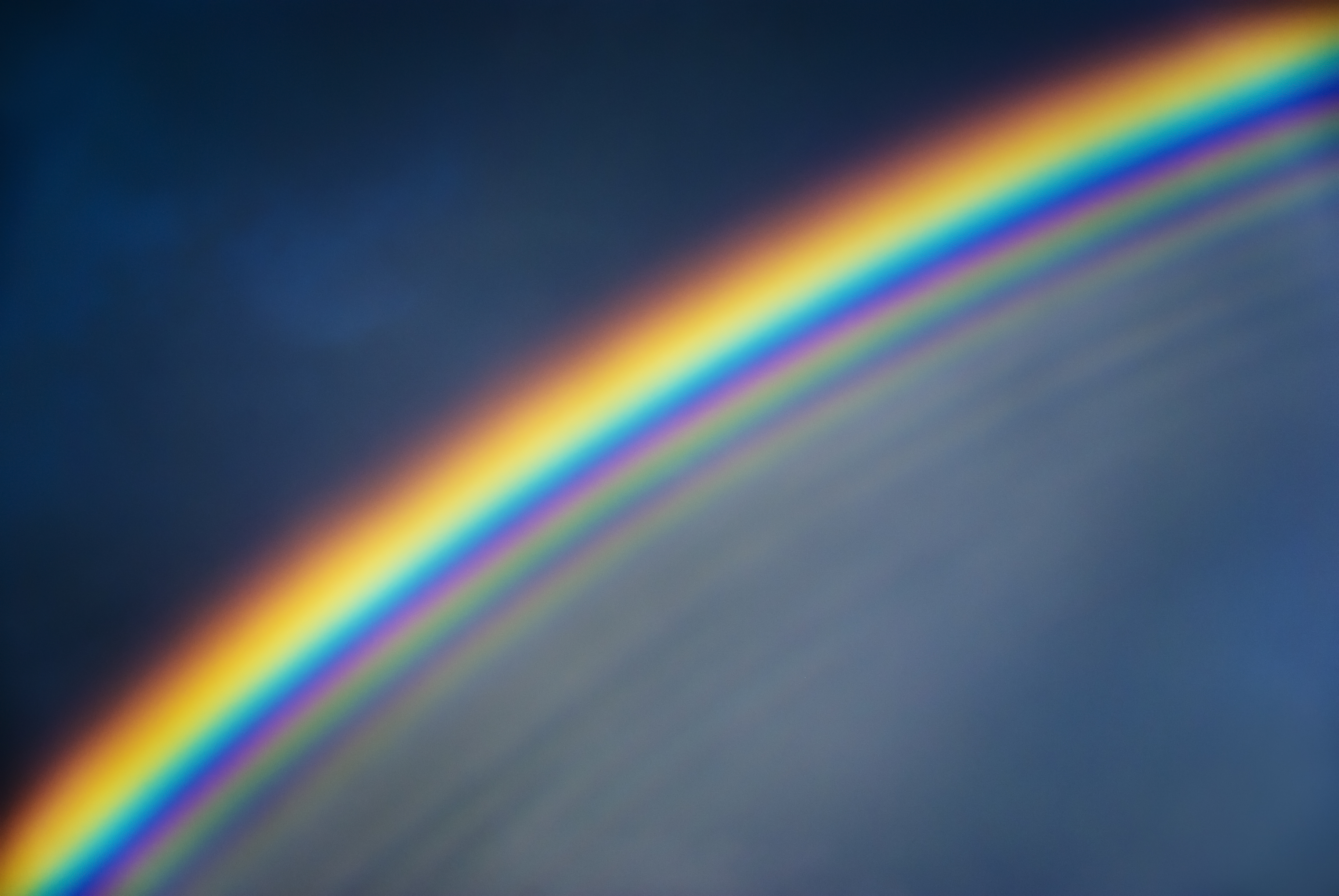
Arcs surnuméraires.

Des arcs surnuméraires peuvent apparaître comme une série d'arcs de rayon, de largeur et d'intensité décroissants, accolés les uns aux autres, à l'intérieur de l'arc primaire. En détail, on observe une copie du premier arc située juste à l'intérieur de celui-ci : à côté de la bande violette du premier arc, on observe la bande rouge violacé puis jaune et verte de sa copie plus pâle, ainsi parfois qu'une seconde copie (voir photo ci-contre). Ce phénomène résulte de l'interférence entre paires de rayons lumineux déviés du même angle, l'un juste en deçà, l'autre juste au-delà du minimum de déviation qui produit l'arc-en-ciel primaire. Selon que la différence de marche entre ces deux rayons est proche ou non d'un nombre entier de longueurs d'onde, l'interférence est alternativement constructive et destructive, au fur et à mesure qu'on s'éloigne angulairement de l'arc primaire principal, vers le centre de symétrie du système.
Cette référence à une longueur caractéristique, la longueur d'onde de la lumière, donne en l'occurrence au diamètre des gouttes une importance cruciale : plus la goutte est petite, plus il est nécessaire de s'écarter du rayon conduisant à l'angle de déviation extrémal pour construire la différence de marche requise entre les deux rayons. C'est pourquoi les arcs surnuméraires sont d'autant plus espacés que les gouttes d'eau responsables de l'apparition de l'arc-en-ciel sont petites,. Si les gouttes sont trop grandes, les arcs surnuméraires deviennent si serrés que le diamètre angulaire du soleil, qui floute tout le phénomène, suffit à les brouiller. Si les gouttes ne sont pas à peu près toutes de la même taille, la superposition d'arcs surnuméraires de différentes largeurs suffit à les brouiller aussi. Si, enfin, les gouttes sont trop petites, il n'est plus possible d'y décrire correctement la propagation de la lumière comme celle de rayons indépendants les uns des autres, en négligeant la diffraction, ni de négliger les perturbations dues à leurs déformations. Une conséquence « surprenante » de tous ces effets simultanés est que les arcs surnuméraires attachés à l'arc primaire ne peuvent apparaître que lorsqu'ils sont produits par des gouttes d'un diamètre relativement précis, compris entre 0,4 et 0,6 mm, ce qui fait qu'on les observe en pratique toujours avec les mêmes espacements.
Historiquement, l'étude de la distribution d'intensité dans la série des arcs surnuméraires eut des retombées bien au-delà du seul problème de l'arc-en-ciel. C'est en effet pour décrire cette distribution que l'astronome britannique George Biddell Airy introduisit en 1838 la fonction qui, aujourd’hui, porte son nom : la fonction d'Airy. Dans cette description, l'arc principal, que l'optique géométrique décrit comme une simple accumulation de rayons (avec toutefois une singularité gênante, puisque cette accumulation conduit à une densité infinie à l'angle extrémal), n'apparaît plus que comme le premier maximum de la fonction d'Airy. Comme le fait remarquer Airy lui-même, « un des points qu'il est le plus important de remarquer est que l'illumination maximale ne se produit pas à l'emplacement de la caustique géométrique (...), mais (...) du côté lumineux de l'arc-en-ciel, c'est-à-dire, (pour l'arc primaire), à l'intérieur de celui-ci. La règle suivante, dérivée des valeurs numériques trouvées, suffira, en pratique, à déterminer la position géométrique. Quand le premier arc surnuméraire est visible, mesurer la distance de son maximum d'intensité à celle de l'arc brillant ; alors l'arc géométrique se trouve à l'extérieur de l'arc brillant, de 11/24 fois cette distance ». Le coefficient 11/24 n'est en l'occurrence qu'un coefficient empirique, mais la conclusion demeure : la petitesse des gouttes d'eau peut conduire à réduire substantiellement le rayon apparent de l'arc-en-ciel primaire, par rapport à l'angle géométrique de 42° auquel on l'attend. Ce rétrécissement peut atteindre plusieurs degrés pour des gouttes de diamètre inférieur à 0,2 mm.

### Arcs-en-ciel siamois
Le 13 août 2012, un scientifique du laboratoire Disney Research étudiant à l'université de San Diego annonce avoir découvert la genèse des arcs-en-ciel siamois, des arcs-en-ciel commençant à un même point mais finissant à des endroits différents. Ils seraient dus à des précipitations différentes surgissant au même moment.

### Bande sombre d'Alexandre

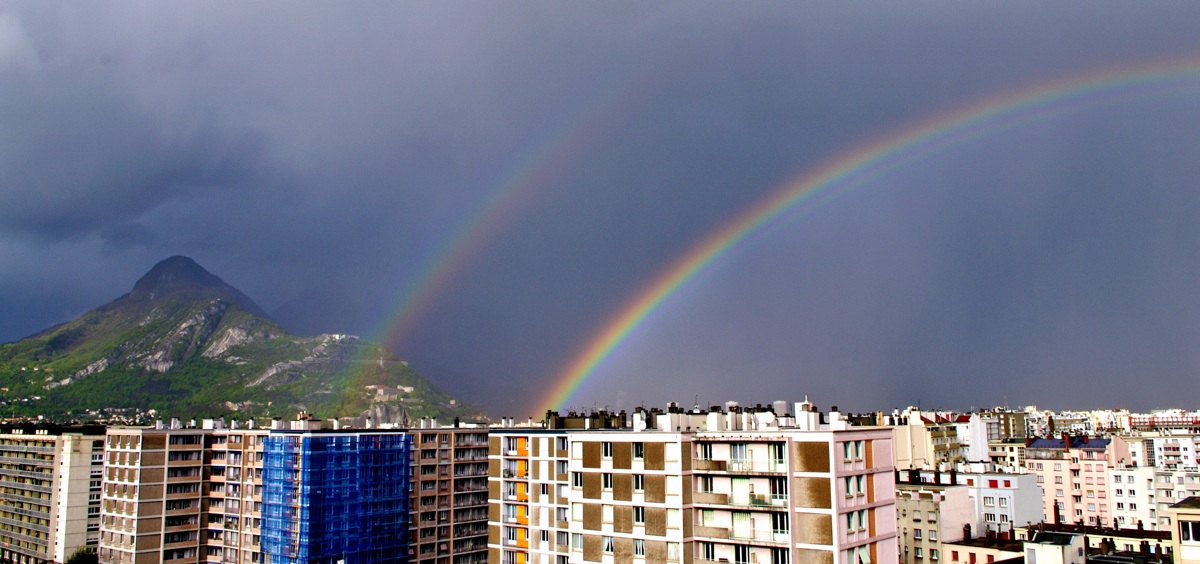
Bande sombre entre deux arcs-en-ciel.

La bande sombre d'Alexandre, est la région du ciel située entre l'arc primaire et l'arc secondaire d'un arc-en-ciel. Elle consiste en une bande circulaire, légèrement plus sombre que le reste du ciel. Elle est due au fait que peu de rayons lumineux sont réfractés dans cette direction.
Son éponyme, est le philosophe péripatéticien grec Alexandre d'Aphrodise (c. 150 - c. 215) qui semble avoir été le premier à décrire le phénomène.

### Détails des réfractions et dispersion
Arcs primaires et secondaires
Quand l'incidence d'un rayon élémentaire sur la goutte d'eau varie, sa déviation :
- passe par un minimum après une réflexion interne simple ; ceci crée une concentration lumineuse qui constitue l'arc primaire très lumineux ;
- passe par un maximum après des réflexions internes doubles ; ceci crée une concentration lumineuse qui constitue l'arc secondaire, moins lumineux.

Zones de réfraction
- Dans la zone interne, située entre l'axe central et l'arc primaire, on trouve la réfraction des rayons ayant subi une seule réflexion. Elle est assez lumineuse.
- Dans la zone externe, située au-delà de l'arc secondaire, on trouve la réraction des rayons ayant subi deux réflexions. Elle est peu lumineuse.
- Dans la bande sombre d'Alexandre, comprise entre les deux arcs on ne trouve aucun rayon réfracté après une ou deux réflexions. Ceci explique sa luminosité minimale.

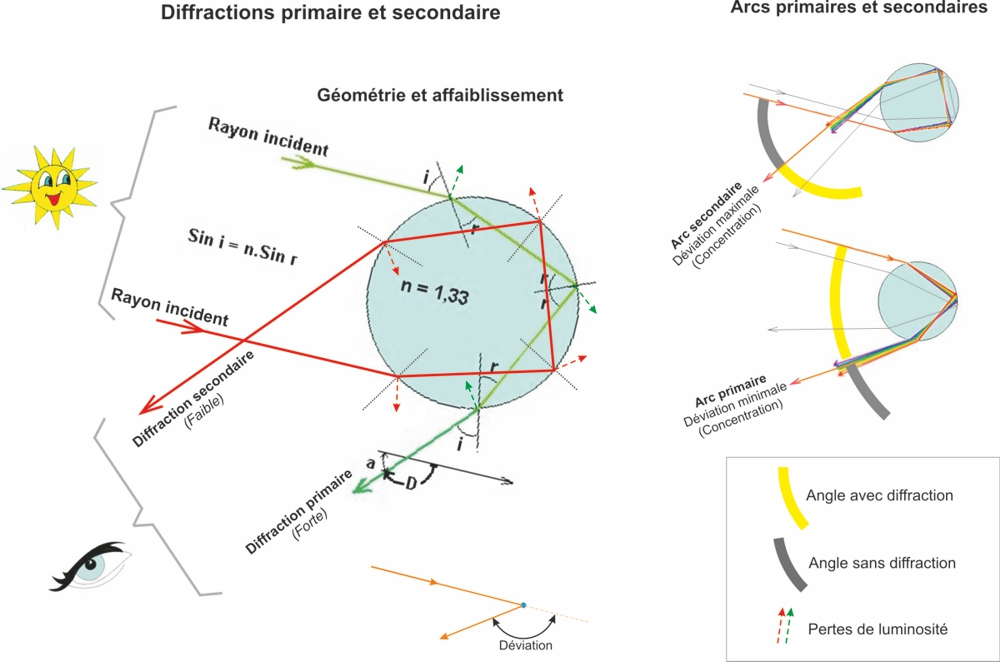
Zones de réfraction et dispersion.

### Synthèse du phénomène
Cette image présente l'ensemble des zones avec leurs angles caractéristiques qui régissent le phénomène :

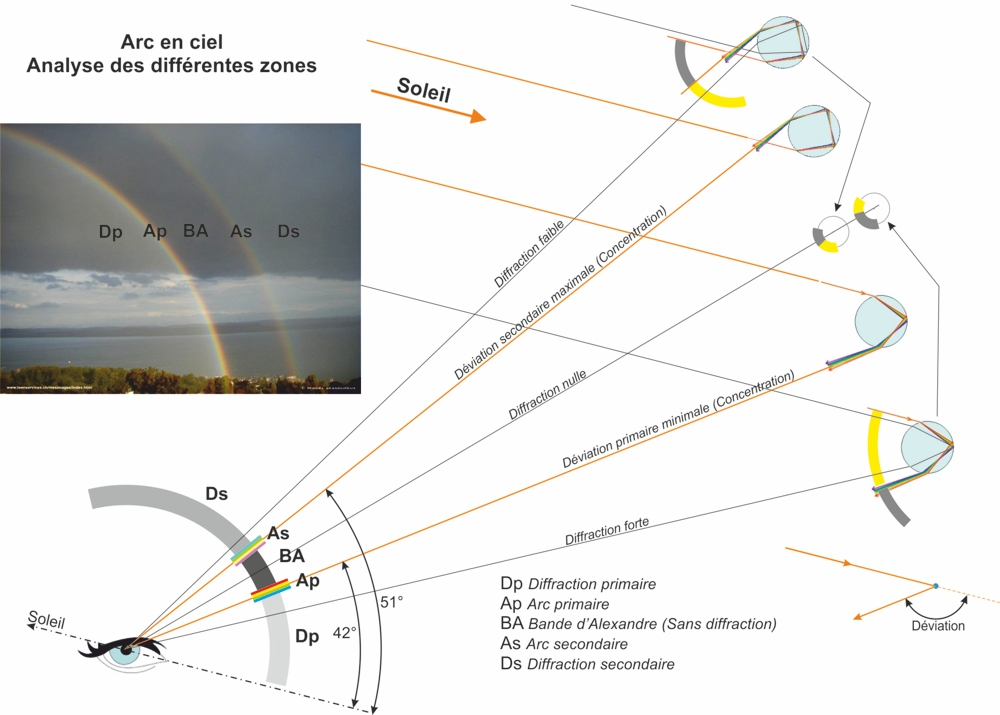
Synthèse du phénomène avec ses 5 zones de réfraction / dispersion.

### Polarisation
Puisqu'un arc-en-ciel résulte entre autres d'une ou plusieurs réflexions sur la surface de gouttes d'eau, et que cette réflexion se fait sous un angle proche de l'angle de Brewster, la lumière est fortement polarisée, ce qui se vérifie facilement quand on observe un arc-en-ciel à travers des lunettes de soleil équipées de verres polarisants.

## Historique de la découverte de sa formation
Pline l'Ancien en fait la description suivante :

« Nous appelons arc-en-ciel un phénomène qui, en raison de sa fréquence, n'est ni une merveille ni un prodige ; car il n'annonce pas, d'une manière sûre, même la pluie ou le beau temps. Il est évident que le rayon solaire entré dans une nuée concave est repoussé vers le soleil et réfracté, et que la variété des couleurs est due au mélange du nuage, de l'air et du feu. Ce phénomène ne se voit qu’à l'opposite du soleil. Il n'a jamais d'autre forme que celle d'un demi-cercle. Il ne se montre jamais la nuit, bien qu'Aristote rapporte qu'on en a vu quelquefois. Cependant le même Aristote avoue que cela ne peut arriver que le trentième jour de la Lune. Les arcs-en-ciel se montrent en hiver, surtout durant la décroissance des jours, après l'équinoxe d'automne. Après l'équinoxe du printemps, quand les jours croissent, il n'y a pas d'arc-en-ciel ; il n'y en a pas non plus vers le solstice, pendant les jours les plus longs ; mais ils sont fréquents vers le solstice d'hiver, c'est-à-dire pendant les jours les plus courts. Ils sont élevés quand le soleil est bas, bas quand le soleil est élevé, moindres au lever ou au coucher, mais ayant de la largeur ; étroits à midi, mais embrassant un plus grand espace. En été, on n'en voit pas à midi ; après l'équinoxe d'automne, on en voit à toute heure, et jamais plus de deux à la fois. »

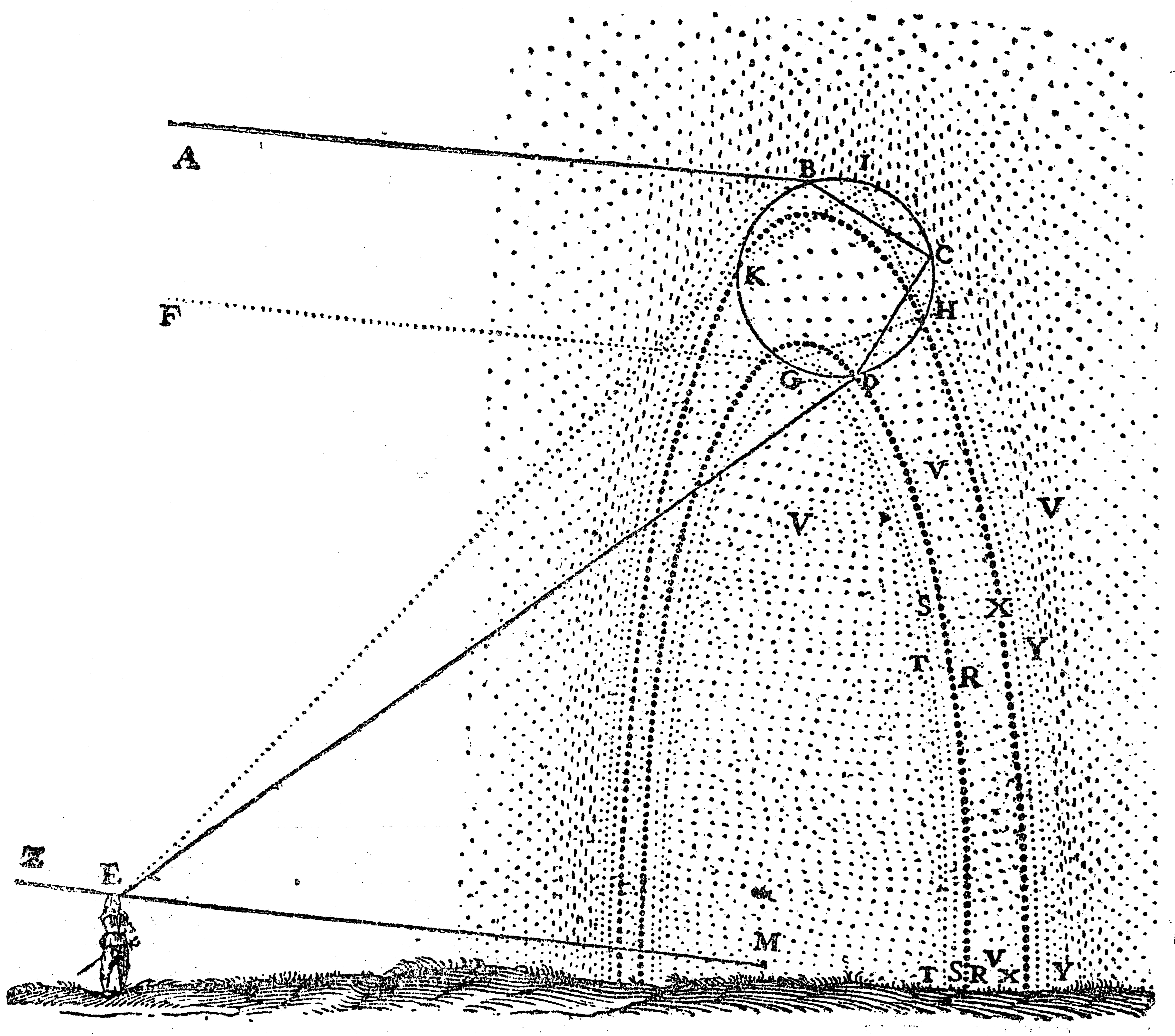
Schéma de René Descartes sur la formation des arcs-en-ciel.

Les savants persans Qotb al-Din Chirazi et Kamāl al-Dīn al-Fārisī, et en Europe Dietrich von Freiberg ont à nouveau suspecté le rôle de la réfraction de la lumière sur des gouttelettes d'eau au début du XIVe siècle.
La loi de la réfraction a été baptisée loi de Snell-Descartes car elle fut exposée par Snell en 1621 et dans La Dioptrique de Descartes en 1637. Descartes s'appuie sur cette loi dans les Météores pour expliquer comment la trajectoire de la lumière dans les gouttes d’eau en suspension rend compte de l’arc en ciel.
Poursuivant ces travaux, Isaac Newton précise la répartition et la largeur des bandes de couleurs de l'arc-en-ciel. George Biddell Airy affine ces travaux et explique les arcs surnuméraires, en inventant pour l'occasion une nouvelle fonction spéciale, appelée à un grand avenir dans bien d'autres domaines que l'optique et que nous connaissons aujourd'hui sous le nom de fonction d'Airy.

## Mythologies et symbolique

### Nombre des couleurs
La transition entre les couleurs est continue. Le nombre de couleurs qu'y distinguent les cultures dépend des champs chromatiques à leur disposition dans le langage, et de la valeur symbolique qu'elles accordent à certains nombres.
Les Dogons y reconnaissent quatre couleurs : noir, rouge, jaune, vert, la trace laissée par le mythique bélier céleste qui féconde le soleil et urine les pluies[réf. souhaitée].
Les cultures indo-européennes accordent souvent un statut élevé au nombre 7[réf. souhaitée]. On a ainsi les sept jours de la création du monde, de la semaine, les sept notes de musique, les sept mers[réf. souhaitée], etc.. Aristote distingue sept couleurs du noir au blanc, suivi par Robert Grossetête, au début du XIIIe siècle, qui ne précise pas auxquelles il pense. Newton s'efforça de reconnaître sept couleurs pures dans la lumière blanche décomposée par le prisme, comme par l'arc-en-ciel. Pour arriver à une liste de sept — rouge, orange, jaune, vert, bleu, indigo, violet —, il ajouta l'« indigo » dans la position du si de la gamme musicale, juste avant le do qui la termine. Cette teinte qui ne correspond pas à un champ chromatique, lui sera reprochée. L'historien des couleurs Michel Pastoureau nous rappelle que, dans les textes comme dans les images depuis l'antiquité jusqu'au Moyen Âge, les arcs-en-ciel ont trois, quatre ou cinq couleurs, mais jamais sept[réf. souhaitée].
Ces sept couleurs sont présentes dans l'ésotérisme islamique (image des qualités divines de l'univers)[réf. nécessaire], et en Inde et Mésopotamie elles représentaient les sept niveaux des cieux[réf. nécessaire].

### Pont ou chemin
L'arc-en-ciel semble avoir depuis longtemps fasciné l'Homme.
De nombreux mythes dans le monde entier présentent l'arc-en-ciel comme un pont ou chemin. Il peut être emprunté par des dieux, des chamans, sorciers ou des héros légendaires, pour circuler entre la terre et un autre monde ou entre deux points éloignés de la terre. Parmi les Pygmées d'Afrique[réf. souhaitée], en Indonésie[réf. souhaitée], en Mélanésie[réf. souhaitée], chez certains Amérindiens[réf. souhaitée] on entend des légendes de cette nature. Le Japon ancien le nomme le « pont flottant dans le ciel ». Dans la mythologie grecque, la messagère Iris a créé ce chemin entre Olympe et terre dont on retrouve trace dans le terme espagnol « arco iris »). Dans la mythologie nordique, nommé Bifröst (ou pont de byfrost, chemin tremblant), c'est le « pont » qui permet de rejoindre Ásgard, le royaume des dieux gardé par le dieu Heimdall[réf. souhaitée].
En Asie, selon les textes[Lesquels ?], l'arc de Shiva ressemble à l'arc-en-ciel[réf. souhaitée], au Cambodge il est l'arc d'Indra[réf. souhaitée] (Indra produit la foudre et dispense la pluie). Il évoque aussi l'illumination de Bouddha, qui redescend du ciel par cet escalier aux 7 couleurs, dont les rampes sont deux serpents (nâga)[réf. souhaitée]. Les rubans portés par les chamans bouriates, symbolisant la montée de l'esprit du chaman vers le ciel, sont appelés arc-en-ciel.
Au Tibet, ce n'est pas un pont mais les âmes des souverains qui rejoignent le ciel[réf. souhaitée].
Les Indiens Pueblo nommaient arc-en-ciel l'échelle permettant d'accéder à leurs temples souterrains, évoquant cette fois le lien entre le domaine chtonien et la terre[réf. souhaitée].

### Serpent
De nombreux mythes associent aussi l'arc-en-ciel à un serpent mythique (ou groupe de serpents).
La mythologie chinoise le présente comme une fente dans le ciel, scellée par la déesse Nuwa qui pour cela a utilisé des pierres de sept couleurs différentes. Cinq caractères chinois au moins désignent l'arc-en-ciel. Tous contiennent le radical « hoei », qui en tant que caractère signifie serpent[réf. nécessaire].
Les Pygmées désignent le phénomène comme un dangereux serpent du ciel[réf. souhaitée] ou un double serpent soudé[réf. nécessaire].
Pour les Négritos Semang l'arc-en-ciel est un python qui brille de toutes les couleurs quand il monte au ciel prendre un bain, mais l'eau de son bain qu'il renverse en pluie sur terre est très dangereuse pour les humains. Pour les Négritos andaman, c'est le tam-tam (parce qu'il est souvent associé au tonnerre ?) de l’Esprit Forêt, présage de mort ou maladie.
D'anciens Péruviens[Quoi ?] ne regardaient pas l'arc-en-ciel, et couvraient leur bouche d'une main, car il est aussi la couronne de plume d'Illapa (dieu cruel et intraitable du tonnerre et des pluies). Pour les Incas, l'arc-en-ciel était un serpent céleste mythique. Recueilli par les hommes sous la forme d'un vermisseau, il est devenu gigantesque à force de manger, ce pourquoi il a fallu le tuer parce qu'il imposait qu'on le nourrisse de cœurs humains. Les couleurs vives de certains oiseaux viennent du fait que leurs ancêtres se sont trempés dans le sang de ce serpent géant.

### Présage
Dans la symbolique occidentale, l'arc-en-ciel (parce qu'annonciateur du beau temps après la pluie ?) est souvent associé à la joie et la gaieté ou au renouvellement[réf. souhaitée].
Certaines traditions associent l'arc-en ciel à un danger venu du ciel[réf. souhaitée].
Certains peuples d'Asie centrale et du Caucase[Lesquels ?] lui attribuaient le pouvoir d'aspirer l'eau des fleuves et des lacs, voire d'emporter des enfants ou des hommes de la terre vers le ciel ou dans les nuages[réf. souhaitée].
Il peut annoncer des difficultés politiques (« Quand un État est en danger de périr, l'aspect du ciel change… Un arc-en-ciel se montre » ; Huainan Zi)[réf. souhaitée].
Le phénomène annonce la maladie ou la mort chez des peuples montagnards du Sud du Viêt Nam[réf. souhaitée].

### Signe, symbole, emblème

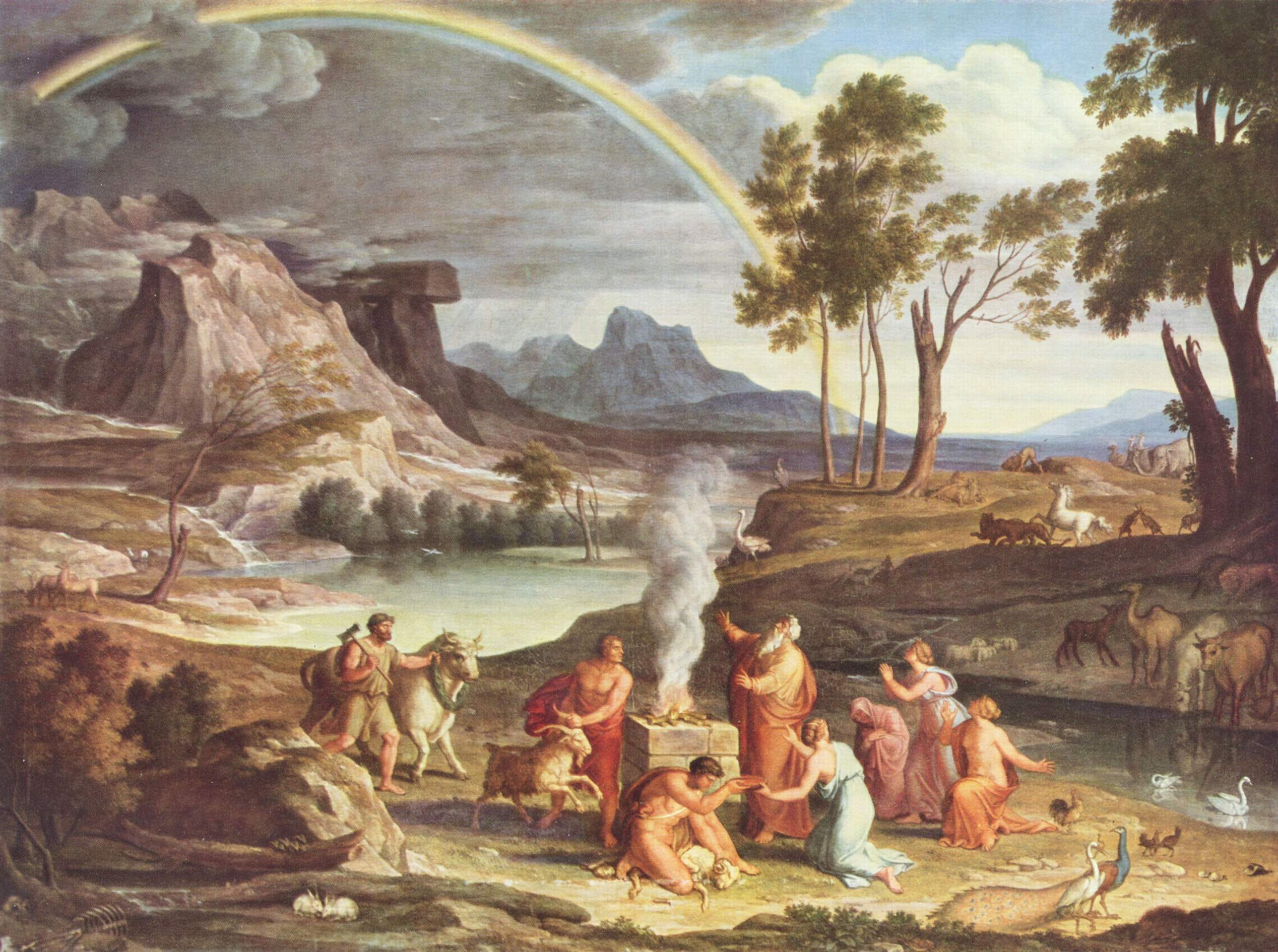
L'arc-en-ciel est le signe de l'alliance de Dieu avec les hommes à la suite du déluge (Gn 9, 8-19).

Pour les Irlandais anciens, la cachette secrète de l'or du leprechaun était là où se pose l'extrémité de l'arc-en-ciel. Le spectateur se voit toujours loin de ses extrémités : l'arc se déplace avec lui, et l'or du Leprechaun reste inaccessible.
Dans les religions bibliques, l'arc-en-ciel est le signe de l'alliance de Dieu avec les hommes à la suite du déluge (Gn 9, 8-19). C'est un des symboles des enfants de Noé[réf. souhaitée].
Un arc-en-ciel apparaît dans le ciel au moment de la naissance de Fou-hi, et chez les Chibcha en Colombie. Il protège les femmes enceintes.
Dans la mythologie kabyle (berbère), l'arc-en-ciel est nommé Thislith n Wanzar (la femme du dieu Anzar : le dieu de la pluie), invoqué par les Kabyles en période de sécheresse, un groupe faisant le tour au village avec une poupée entre les mains et en annonçant « Anzar Anzar, Ayagellid swiṭ arazar » (« Anzar Anzar, Oh Dieu arrose la terre jusqu’aux racines profondes »).
Des représentations stylisées composées de bandes semi-circulaires de couleurs dans l'ordre de celles du météore, se trouvent dans les emblèmes de l'Empire inca (1250-1548)[réf. souhaitée], et par référence à celui-ci, du parti indigéniste équatorien Pachakutik, branche politique de la Confédération des nationalités indigènes de l'Équateur (CONAIE)
Le drapeau arc-en-ciel, formé de bandes horizontales de six ou sept couleurs placées dans l'ordre de celles du météore, est l'emblème de plusieurs organisations ou mouvements sociaux : pacifistes en Europe au XXIe siècle, Lesbiennes, gays, bisexuels et transgenres, depuis 1978 aux États-Unis.

## Terminologie
Le substantif masculin,, « arc-en-ciel » est composé de arc, en et ciel. L'ancien français arc del ciel est attesté dès le XIIe siècle : d'après le Trésor de la langue française informatisé, sa première occurrence se trouve dans Le Jeu d'Adam. La graphie ‹ arc en ciel › se rencontre dans Le Roman de la Rose.
Le pluriel d'arc-en-ciel est « arcs-en-ciel »,.
Dans le langage poétique, l'arc-en-ciel est parfois appelé « arc céleste », « arc des cieux », « arc lumineux », « arc aux sept couleurs » ou encore « arc d'Iris » par référence à la déesse grecque Iris, messagère des dieux et personnification de l'arc-en-ciel.

#### Ouvrages

##### En français
- René Descartes, Discours de la méthode pour bien conduire sa raison et chercher la vérité dans les sciences, appendice Les météores (discours huitième sur les arcs-en-ciel), initialement publié en 1637.
- David K. Lynch et William Livingston, Aurores, mirages, éclipses… Comprendre les phénomènes optiques de la nature  (titre original : Color and Light in Nature), Cambridge University Press, 292 pages, juin 2001, 1re éd. (2e éd. pour la version originale)  (ISBN 0521775043), chap. 4 « Arcs-en-ciel et nuages ».
- Bernard Maitte, Histoire de l'arc-en-ciel, Seuil, coll. « Science ouverte », 310 pages, avril 2005,  (ISBN 2020561786).
- Michel Blay, Les figures de l'arc-en-ciel, Belin, coll. « Bibliothèque scientifique », 111 pages, mai 2005  (ISBN 2701141435).
- [Taillet, Villain et Febvre 2018] R. Taillet, L. Villain et P. Febvre, Dictionnaire de physique, Louvain-la-Neuve, De Boeck Sup., hors coll., janv. 2018, 4e éd. (1re éd. mai 2008), 1 vol., X-956, ill. et fig., 17 × 24 cm (ISBN 978-2-8073-0744-5, EAN 9782807307445, OCLC 1022951339, SUDOC 224228161, présentation en ligne, lire en ligne), s.v.arc-en-ciel, p. 43-44.

##### Autres langues
- (en) M. Minnaert, The Nature of Light and Color in the Open Air, Dover Publications, 362 pages, juin 1954  (ISBN 0486201961), chap. 10 « Rainbows, Haloes and Coronae » (Arcs-en ciel, halos et couronnes), p. 167-234.
- (en) Carl B. Boyer, The Rainbow From Myth to Mathematics, Princeton University Press, 376 pages, août 1987, 1959 pour la 1re impression  (ISBN 0521809258).
- (en) J.P.A.J. van Beeck, Rainbow Phenomena: development of a laser-based, non-intrusive technique for measuring droplet size, temperature and velocity, Technische Universiteit Eindhoven, 132 pages, 1997  (ISBN 9038605579).
- (en) Robert Greenler, Rainbows, Halos, and Glories, Cambridge University Press, 205 pages, janvier 1990, réédition  (ISBN 0521388651).
- (en) Raymond L. Lee Jr et Alistair B. Fraser, The Rainbow Bridge: Rainbows in Art, Myth and Science, Pennsylvania State University Press, 408 pages, juillet 2001  (ISBN 0271019778).
- (en) John Naylor, Out of the Blue : A 24-Hour Skywatcher's Guide, Cambridge University Press, 372 pages, septembre 2002  (ISBN 0521809258), chap. 5 « Rainbows » (Arcs-en-ciel), p. 88-126.
- (de) Kristian Schlegel, Vom Regenbogen zum Polarlicht : Leuchterscheinungen in der Atmosphäre, Spektrum Akademischer Verlag, 192 pages, réédition en décembre 2001  (ISBN 3827411742).
- (de) Michael Vollmer, Lichtspiele in der Luft : Atmosphärische Optik für Einsteiger, Spektrum Akademischer Verlag, 360 pages, novembre 2005  (ISBN 3827413613).
- (nl) Jacob Kuiper, Wat een weer!, Tirion Uitgevers B.V., 2001  (ISBN 9043902128).
- (it) Paolo Candy, Le meraviglie del cielo, Il Castello, 1997  (ISBN 8880391259).

#### Articles scientifiques
- (en) Alistair B. Fraser, Inhomogenieties in the Color and Intensity of the Rainbow, Journal of Atmospheric Sciences no 29, 1972, p. 211.
- (en) H. Moyses Nussenzveig, The Theory of the Rainbow, Scientific American no 236, 1977, p. 116.
- (en) David K. Lynch et Ptolemy Schwartz, Rainbows and Fogbows, Applied Optics no 30, 1991, p. 3415.

#### Autres
- [Dhombres 2010] J. Dhombres, « La raison graphique à l'épreuve des gouttes de pluie, des vents et des nuées », dans J. Pigeaud (dir.), Nues, nuées, nuages : XIVes Entretiens de la Garenne Lemot, Rennes, PUR, coll. « Interférences », déc. 2010, 1re éd., 1 vol., 327-XXXII, ill., 15,5 × 21 cm (ISBN 978-2-7535-1241-2, EAN 9782753512412, OCLC 758916071, BNF 42332867, DOI 10.4000/books.pur.38558, SUDOC 149453507, présentation en ligne, lire en ligne), chap. 12, p. 167-191, DOI 10.4000/books.pur.38579, lire en ligne.